# Aleksej Leonov
Aleksej Arkhipovitj Leonov (Алексе́й Архи́пович Лео́нов) (født 30. maj 1934, død 11. oktober 2019) var en sovjetisk kosmonaut. Han var det første menneske, der gennemførte en rumvandring, under sin flyvning med Voskhod 2 rumskibet.

## Karriere
- Kosmonaut 1960
- Rumflyvninger
  - Voskhod 2
  - Sojuz 19
  - Samlet tid i rummet:
- Ophør som kosmonaut 1991

I 1968 blev Leonov udpeget til at være chefpilot på en Sojuz-flyvning rundt om Månen. Da alle de ubemandede forløbere fejlede, og Apollo 8 gennemførte rejsen til Månen, blev flyvningen imidlertid aflyst. I 1975 deltog han i det historiske Apollo Sojuz Test Projekt med Sojuz 19 flyvningen. Det var den første fælles russisk-amerikanske rummission. Fra 1976 til 1982 var Leonov leder af kosmonaut-korpset og vicedirektør for Gagarin Kosmonauttræningscentret.
Leonov var en talentfuld maler, og hans billeder, blandt andet inspireret af rumflyvningerne, er ofte blevet udstillet.